# Lost in the Desert
Pour plus de détails, voir Fiche technique et Distribution.
Lost in the Desert (Dirkie, titre original) est un film sud-africain en Techniscope et Technicolor de 1969 écrit, produit et réalisé par Jamie Uys sous le nom de Jamie Hayes. Le film a été tourné en deux versions linguistiques, une en afrikaans et l'autre en anglais. La version afrikaans est sortie en 1969 sous le titre Dirkie, et la version anglaise est sortie en 1970  sous le titre Dirkie, lost in the desert voire tout simplement Lost in the desert.
Jamie Uys interprète le rôle d'Anton De Vries, un pianiste dont le fils de 8 ans Dirkie est perdu dans le désert. Ce dernier est joué par Wynand Uys, le propre fils de Jamie Uys, crédité sous le nom de Dirkie Hayes.
L'intrigue est similaire au film réalisé deux ans plus tard, "La Randonnée".

## Genre
Le film entre dans la catégorie drame et film d'aventure.  

## Fiche technique
- Producteur : Jamie Uys
- Film en couleur
- Film en langue anglaise (principale) et en langue afrikaans
- Réalisateur : Jamie Uys
- Scénario : Jamie Uys
- Musique : Art Heatley et Sam Sklair
- Producteur : Mimosa Films
- Distributeur : Columbia Pictures
- Lieux du tournage : Sud-Ouest Africain (Fish River Canyon, désert du Kalahari, désert du Namib, Parc national d'Etosha), Afrique du Sud (Johannesburg, Kalahari Gemsbok Park)
- Durée : 98 minutes
- Origine :  Afrique du Sud
- Sortie en Afrique du Sud: 1969

## Accueil
Dirkie a connu un succès retentissant lors de sa sortie initiale, établissant des records au box-office en Afrique du Sud. 
Le film fut distribué à l'international grâce à un accord avec Columbia Pictures

## Distribution
- Wynand Uys (Dirkie Hayes) : Dirkie
- Jamie Uys (Jamie Hayes): Anton
- Wilhelm Esterhuizen : Smitty
- Sue Burman : Joan
- Jan Bruyns : Le colonel
- Pieter Hauptfleisch : Oom (oncle) Pete
- Johan du Plooy : Jack

## Synopsis
Alors qu'il survole désert du Kalahari dans le Sud-Ouest africain, le pilote d'un petit avion privé est victime d'une crise cardiaque. Avant de succomber, il parvient à poser son avion en catastrophe en plein désert. A son bord se trouvaient son neveu de 8 ans, Pete Dirkie DeVries et son chien de compagnie, un terrier nommé Lolly. L'enfant, de santé fragile, parvient à alerter les secours grâce à l'émetteur radio mais celui-ci se retrouve ensuite hors d'usage et l'avion finit par être accidentellement détruit par le feu. Traqué par une hyène affamée, le petit garçon et son chien vont devoir survivre aux conditions difficiles du désert, à la recherche d'eau et de nourriture, et feront des rencontres insolites que ce soient animalières (des éléphants, un serpent, des scorpions) ou humaines (un Bushman et son fils qui les sauvent brièvement avant de se séparer sur un malentendu).
De son côté, le père de l'enfant met tout en œuvre pour le retrouver. De désespoir, il imprime deux millions de tracts contenant des instructions de survie, qui sont répartis dans le désert à partir d'un avion.
Après avoir hypothéqué sa maison pour financer les recherches, le père se rend lui-même dans le désert du Kalahari. L'armée a fini par retrouver l'avion mais il n'y a aucune trace de l'enfant. En fin de compte, le père parviendra à retrouver Dirkie, déshydraté et inconscient, grâce à l'aide d'un guide expérimenté et de Bushmen que l'enfant avait croisé après s'être éloigné de l'épave de l'avion. Mais le doute demeure sur le fait qu'il ait survécu.

## Différences entre les versions anglaises et afrikaans
La plupart des scènes sont exactement les mêmes dans les deux versions à l’exception notable de la scène d'ouverture et de la bande son. Dans la version anglaise au début du film figure, pour information des spectateurs non sud-africains, une présentation géographique et historique du désert du Kalahari. 
En outre, dans la version afrikaans, la fin est un peu plus optimiste et moins ambiguë que dans la version anglaise : dans la version afrikaans, le père, qui transporte son fils inconscient, ainsi que le chien, retrouve Joan, sa voiture et sa caravane laissant supposer qu'ils seront sauvés alors que dans la version anglaise, Joan n'est pas là et le père, qui transporte son fils inconscient et son chien, se retrouve seul face aux dunes du désert, appelant désespérant à l'aide sans indice montrant que quelqu'un l'ait entendu. 
La version afrikaans du film est enfin un petit peu plus courte que la version anglaise.

## Récompense
- Prix au Festival du film de Téhéran en 1972.